# ヘルスフェルト＝ローテンブルク郡
ヘルスフェルト＝ローテンブルク郡 (ドイツ語: Landkreis Hersfeld-Rotenburg) は、ドイツ連邦共和国ヘッセン州のカッセル行政管区に属す郡。である。この郡はノルトヘッセン（ヘッセン北部、旧ローテンブルク郡）とオストヘッセン（ヘッセン東部、旧ヘルスフェルト郡）の平野部を含んでいる。
観光業界では、この郡に対して「ヴァルトヘッセン」（森のヘッセン）という名称が定着している。

## 地理

### 位置
郡域はおおむねフルダ川中流域を含んでいる。その西はクニュル山地、東はゾイリングスヴァルトを含むヴェラ＝フルダ山地へ上る。郡内の最高地点は、ホーホクニュルのアイゼンベルク (636 m) である。
郡の南部にはレーン山地の北の支脈がある。ヴェラ川がかすめる郡域東部のヘーリンゲン (ヴェラ) 付近はヴェラ＝カリ鉱山地域に属す。

### 隣接する郡
本郡は、北から時計回りに以下の郡と境を接する: ヴェラ＝マイスナー郡（ヘッセン州）、ヴァルトブルク郡（テューリンゲン州）、フルダ郡、フォーゲルスベルク郡、シュヴァルム＝エーダー郡（以上ヘッセン州）。

## 歴史
現在の郡域は、古くはヘッセン方伯領、その後ヘッセン選帝侯領に属した。ローテンブルク周辺地域は13世紀からヘッセン州に属したが、ヘルスフェルト聖界侯領は16世紀になってこれに続いた。ここに19世紀初めにアムト・ヘルスフェルト（フルダ州）とアムト・ローテンブルク（ニーダーヘッセン州）が設けられた。両アムトから1821年にそれぞれの郡が形成された。
ヘッセン州の地域再編に伴い、1972年8月1日に新たにヘルスフェルト＝ローテンブルク郡が形成された。この郡は以下で構成された。
- ヘルスフェルト郡
- ローテンブルク郡のうち、エシュヴェーゲ郡に編入されたゾントラ市とフリッツラー＝ホムベルク郡に編入されたレングスハウゼンを除く部分
- ヒュンフェルト郡のボーデス、エルトマンローデ、フィッシュバッハ、ハウネタール、ウンターシュトッペル
- メルズンゲン郡のハイネバッハ
- ツィーゲンハイン郡のブライテンバッハ・アム・ヘルツベルク[3]

本郡の成立と同時に、一連の市町村合併が行われ、現在の市町村が形成された。

## 住民

### 人口推移
| 年   | 人口（人） | 出典  |
| ---- | ---------- | ----- |
| 1975 | 131,400    | [ 5 ] |
| 1980 | 127,700    | [ 6 ] |
| 1990 | 129,200    | [ 6 ] |
| 2000 | 130,654    | [ 7 ] |
| 2005 | 127,156    | [ 7 ] |
| 2010 | 122,233    | [ 7 ] |
| 2014 | 119,336    | [ 8 ] |

## 行政

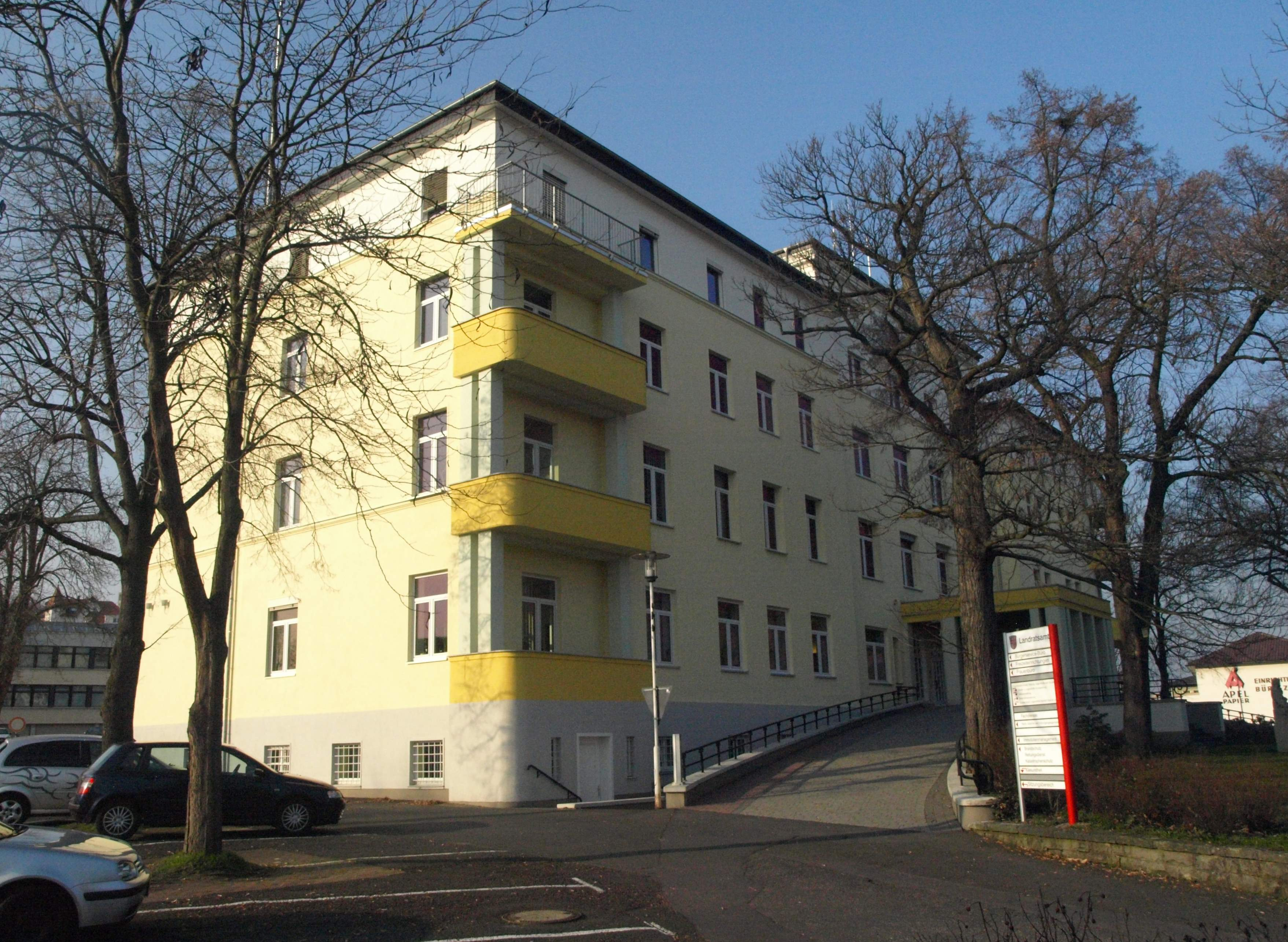
バート・ヘルスフェルトの郡役場

### 郡議会
2021年3月14日に郡議会選挙結果を以下に示す。
| 政党            | 得票率 | 議席数 |
| --------------- | ------ | ------ |
| CDU             | 25.79  | 16     |
| GRÜNE           | 9.22   | 6      |
| SPD             | 37.16  | 23     |
| AfD             | 8.28   | 5      |
| FDP             | 5.52   | 3      |
| FREIE WÄHLER    | 4.96   | 3      |
| UBL/Bürger-Herz | 6.36   | 4      |
| その他          | 2.71   | 1      |
| 合計            | 100    | 61     |
| 投票率 (%)      | 53.87  | 53.87  |

### 郡長
本郡の郡長の最初の直接選挙は、1997年3月2日に行われた。この時は、SPDの候補者ローラント・ヒューンが得票率 57.2 % で CDUの候補者に勝利した。次の2003年2月2日に行われた選挙では、CDUからカール＝エルンスト・シュミットが現職郡長ローラント・ヒューンと選挙戦を戦い、50.3 % の得票率で勝利した。2009年4月26日の選挙ではSPD候補者マンフレート・コッホが 59.8 % の票を獲得した。
2015年3月29日にミヒャエル・コッホ (CDU) が 58.4 % の票を得て郡長に選出された。これはエルケ・キュンホルツ (SPD) との決選投票の結果である。
2021年9月1日からトルステン・ヴァルネッケ (SPD) が郡長を務めている。彼は2021年3月14日の郡長選挙第1回投票で、現職のミヒャエル・コッホ (CDU) を相手に 61.88 % の票を獲得して郡長に選出された。

### 紋章
図柄: 銀地と赤地に左右二分割。向かって左は、切り子状の先広複十字。向かって右は、水平に配された銀の太い枝から3枚のシナノキの葉をつけた小枝が伸びている。
解説: 切り子状の先広複十字は赤いヘルスフェルトの二重十字で、旧ヘルスフェルト修道院の徴である。シナノキの枝はローテンブルク・アン・デア・フルダ市の紋章である。これらは、2つの旧郡庁所在都市を表している。かつての郡の紋章にもこれらの意匠が使われていた。この紋章は1976年3月29日に認可された。

### 姉妹都市・地域
本郡は、以下の都市および地域と姉妹都市・地域協定を締結している
- ヒュヴィンカー（フィンランド、ウーシマー県）1999年
- ジャウドヴォ郡（ポーランド、ヴァルミア＝マズールィ県）2002年

### 援助・協力関係
1954年に、メーリシュ・シェーンベルク郡から追放されたズデーテンのドイツ人に対する援助・協力協定が結ばれた。

## 経済と社会資本

### 経済
ツークンフツアトラス2016（直訳: 未来地図2016）でヘルスフェルト＝ローテンブルク郡は、402のドイツの郡、市町村連合、郡独立市の中で211位に位置しており、「チャンスとリスクが混在する」地域としている。

### 交通

#### 鉄道
バート・ヘルスフェルトとベーブラにICEやICが停車する遠距離鉄道駅がある。
ベーブラで、中央ドイツ連絡線ルール地方 - カッセル - エアフルト - ケムニッツ/ライプツィヒと南北のハノーファー - フランクフルト/ヴュルツブルク線が交差する。
高速鉄道ハノーファー - ヴュルツブルク線は郡内を停車せずに通過する。ベーブラやバート・ヘルスフェルトへの接続が、エアフルト方面への接続の一部として長い間計画されている。

#### 道路
郡内を、連邦アウトバーン A7号線（ヴュルツブルク - カッセル）、A5号線（フランクフルト - ハッテンバッハ・ジャンクション（A5号線の終点））、A4号線（キルヒハイム・ジャンクション - エアフルト）が通っている。さらに多くの連邦道、州道、郡道が郡内に張り巡らされている。連邦道 B27号線、B62号線、B83号線がその主なものである。

## 市町村
| - 市 1. バート・ヘルスフェルト (Bad Hersfeld 30,770) 2. ベーブラ (Bebra 13,908) 3. ヘーリンゲン (ヴェラ) (Heringen (Werra) 6,996) 4. ローテンブルク・アン・デア・フルダ (Rotenburg a.d.Fulda 14,020) - 市場町 1. ハウネタール (Haunetal 2,974) 2. ニーダーアウラ (Niederaula 5,306) 3. フィリップスタール (ヴェラ) (Philippsthal (Werra) 4,117) | - 町村 1. アルハイム (Alheim 4,945) 2. ブライテンバッハ・アム・ヘルツベルク (Breitenbach a. Herzberg 1,667) 3. コルンベルク (Cornberg 1,321) 4. フリーデヴァルト (Friedewald 2,560) 5. ハウネック (Hauneck 3,208) 6. ホーエンローダ (Hohenroda 3,113) 7. キルヒハイム (Kirchheim 3,637) 8. ルートヴィヒスアウ (Ludwigsau 5,526) 9. ネンタースハウゼン (Nentershausen 2,462) 10. ノイエンシュタイン (Neuenstein 3,159) 11. ロンスハウゼン (Ronshausen 2,403) 12. シェンクレングスフェルト (Schenklengsfeld 4,278) 13. ヴィルデック (Wildeck 4,978) |  |

かっこ内の数値は2023年12月31日現在の人口である。

## 訳注
1. ↑  アムト (ドイツ語: Amt) は、「役職、職責、部局」などを意味する語。ここでは地方行政単位を意味している。